# Corryocactus pulquinensis
Corryocactus pulquinensis es una especie de planta suculenta perteneciente al género Corryocactus, dentro de la familia Cactaceae. Es endémica del este de Bolivia.

## Descripción
Corryocactus pulquinensis es una especie de cactus arbustivo muy poco ramificado, que crece de forma rastrera o trepadora. Los tallos son de color verde brillante, miden de 3 a 4 m de largo y tienen un diámetro de 3 a 4 cm. 
Presentan de 4 a 5 costillas romas con muescas, sobre las que se asientan las areolas. Éstas contienen de 3 a 7 espinas blancas con la punta más oscura. Son aciculares o subuladas, están ligeramente presionadas contra el tallo y no se pueden distinguir claramente en espinas centrales y periféricas. Miden de 0,5 a 2 cm de largo y 3 de ellas están dirigidas hacia abajo. 
Las flores tienen forma de embudo o campana y son de color amarillo dorado a naranja. Aparecen cerca del ápice de los tallos en grupos de 3 o 4 flores y miden de 7 a 7,5 cm de largo.

## Distribución y hábitat
El área de distribución nativa de esta especie es el este de Bolivia (concretamente en el departamento boliviano de Santa Cruz) y crece principalmente en biomas desérticos o de matorral seco, a altitudes cercanas a los 1500 metros.

## Taxonomía
Copiapoa pulquinensis fue descrita por el botánico boliviano Martín Cárdenas Hermosa y publicada por primera vez en la revista científica National Cactus and Succulent Journal 12: 84 en el año 1957.
Etimología
- Corryocactus: nombre genérico otorgado en honor a Thomas Avery Corry (1862-1942), quien como ingeniero de la compañía ferroviaria peruana Ferrocarril del Sur, ayudó a descubrir las plantas. De hecho, las primeras tres especies conocidas del género crecían cerca de la recién construida vía férrea. Además, la terminación cactus es un término latino que alude a las plantas del género Cactaceae.
- pulquinensis: epíteto geográfico que hace referencia a la ciudad boliviana de Pulquina, lugar donde se encuentra la especie.[3]

## Estado de conservación
En la Lista Roja de Especies Amenazadas de la UICN, la especie está clasificada como “En Peligro (EN)”.
Las principales amenazas que sufre la especie se deben a la destrucción del hábitat debido a la agricultura de subsistencia y el pastoreo de cabras, ya que mordisquean los cactus.

## Usos
Se cultiva principalmente como planta ornamental y su propagación se realiza a través de esquejes o semillas. Además los frutos son comestibles.